# Liste des édifices labellisés « Architecture contemporaine remarquable » du Val-de-Marne
Cet article recense les édifices labellisés « Architecture contemporaine remarquable » du Val-de-Marne, en France.
Le label « Architecture contemporaine remarquable » remplace depuis 2016 l'ancien label « Patrimoine du XXe siècle ». Il ne prend en compte que des édifices de moins de 100 ans à la date de labellisation, et qui ne sont pas protégés comme monuments historiques.
Au début 2024, le Val-de-Marne compte 20 édifices ainsi labellisés.

## Liste
| Monument                                     | Commune                                                   | Adresse                                                     | Coordonnées                      | Notice     | Date | Illustration                                 |
| -------------------------------------------- | --------------------------------------------------------- | ----------------------------------------------------------- | -------------------------------- | ---------- | ---- | -------------------------------------------- |
| Lycée Maximilien-Perret                      | Alfortville                                               | Place San-Benedetto-del-Tronto                              | 48° 47′ 12″ nord, 2° 25′ 28″ est | ACR0001623 | 2020 | Image manquante Téléverser                   |
| Église Saint-Jean-l'Évangéliste              | Cachan                                                    | 15 rue de Verdun                                            | 48° 47′ 32″ nord, 2° 19′ 21″ est | ACR0000761 | 2011 | Église Saint-Jean-l'Évangéliste              |
| Viaduc ferroviaire                           | Champigny-sur-Marne Nogent-sur-Marne Le Perreux-sur-Marne |                                                             | 48° 50′ 05″ nord, 2° 29′ 37″ est | ACR0000773 | 2018 | Viaduc ferroviaire                           |
| Cité des Bleuets                             | Créteil                                                   | 75-81 rue Chéret                                            | 48° 48′ 09″ nord, 2° 27′ 13″ est | ACR0000762 | 2008 | Image manquante Téléverser                   |
| Palais de justice                            | Créteil                                                   | Rue Pasteur-Valllery-Radot 2-20 rue Marcel-Proust           | 48° 47′ 09″ nord, 2° 26′ 33″ est | ACR0000764 | 2018 | Palais de justice                            |
| Préfecture du Val-de-Marne                   | Créteil                                                   | 21-29 avenue du Général-de-Gaulle                           | 48° 47′ 01″ nord, 2° 26′ 50″ est | ACR0000765 | 2018 | Image manquante Téléverser                   |
| Groupe scolaire Édouard-Vaillant             | Fontenay-sous-Bois                                        | 2 rue Édouard-Vaillant                                      | 48° 51′ 01″ nord, 2° 29′ 01″ est | ACR0001660 | 2021 | Image manquante Téléverser                   |
| Grand ensemble de la Peupleraie              | Fresnes                                                   | Allée Georges-Braque                                        | 48° 45′ 23″ nord, 2° 18′ 45″ est | ACR0000766 | 2008 | Image manquante Téléverser                   |
| Gare de Gentilly                             | Gentilly                                                  | Avenue Paul-Vaillant-Couturier Rue Auguste-Blanqui          | 48° 48′ 55″ nord, 2° 20′ 27″ est | ACR0000767 | 2018 | Gare de Gentilly                             |
| Église Saint-Paul de la Vallée-aux-Renards   | L'Haÿ-les-Roses                                           | 19 rue Marc-Sangnier                                        | 48° 45′ 59″ nord, 2° 19′ 27″ est | ACR0000772 | 2011 | Église Saint-Paul de la Vallée-aux-Renards   |
| Centre Jeanne-Hachette                       | Ivry-sur-Seine                                            | Place Voltaire                                              | 48° 48′ 45″ nord, 2° 23′ 07″ est | ACR0000769 | 2008 | Centre Jeanne-Hachette                       |
| Cité du Liégat                               | Ivry-sur-Seine                                            | 20-36 bis rue Gabriel-Péri 134-148 avenue Danielle-Casanova | 48° 48′ 48″ nord, 2° 23′ 03″ est | ACR0001674 | 2022 | Cité du Liégat                               |
| Cité Maurice-Thorez                          | Ivry-sur-Seine                                            | Avenue Georges-Gosnat                                       | 48° 48′ 50″ nord, 2° 23′ 20″ est | ACR0000768 | 2008 | Cité Maurice-Thorez                          |
| Centre communautaire Hekhal-David            | Le Perreux-sur-Marne                                      | 165 avenue Général-de-Gaulle                                | 48° 50′ 44″ nord, 2° 30′ 03″ est | ACR0000771 | 2011 | Image manquante Téléverser                   |
| Lycée Marcelin-Berthelot                     | Saint-Maur-des-Fossés                                     | 6 boulevard Maurice-Berteaux                                | 48° 48′ 37″ nord, 2° 28′ 12″ est | ACR0001624 | 2020 | Lycée Marcelin-Berthelot                     |
| Église des Saints-Anges-Gardiens             | Saint-Maurice                                             | 1 allée Jean-Biguet                                         | 48° 48′ 57″ nord, 2° 27′ 21″ est | ACR0000774 | 2011 | Église des Saints-Anges-Gardiens             |
| Église Sainte-Colombe et chapelle de secours | Villejuif                                                 | 23 rue Sainte-Colombe                                       | 48° 46′ 49″ nord, 2° 21′ 40″ est | ACR0000775 | 2011 | Église Sainte-Colombe et chapelle de secours |
| Les Flûtes (Ensemble de châteaux d'eau)      | Villejuif                                                 | Les Hautes-Bruyères 13 avenue du Président-Allende          | 48° 47′ 44″ nord, 2° 21′ 10″ est | ACR0000776 | 2018 | Les Flûtes(Ensemble de châteaux d'eau)       |
| Rotonde ferroviaire                          | Villeneuve-Saint-Georges                                  | 14 vieux chemin de Paris                                    | 48° 45′ 26″ nord, 2° 26′ 13″ est | ACR0000777 | 2018 | Rotonde ferroviaire                          |
| Église Notre-Dame-de-Nazareth                | Vitry-sur-Seine                                           | 109 rue Julian-Grimau                                       | 48° 46′ 37″ nord, 2° 22′ 36″ est | ACR0000778 | 2011 | Église Notre-Dame-de-Nazareth                |